# Friedrich Carl Meigen
Friedrich Carl Meigen ( 1864 - ? ) fue un botánico alemán. Realizó recolecciones de especímenes de la flora en Chile.

## Honores

### Epónimos
- (Caryophyllaceae) Colobanthus meigenii Phil. ex F.Meigen[2]

- La abreviatura «F.Meigen» se emplea para indicar a Friedrich Carl Meigen como autoridad en la descripción y clasificación científica de los vegetales.[3]